# Matthias Euba

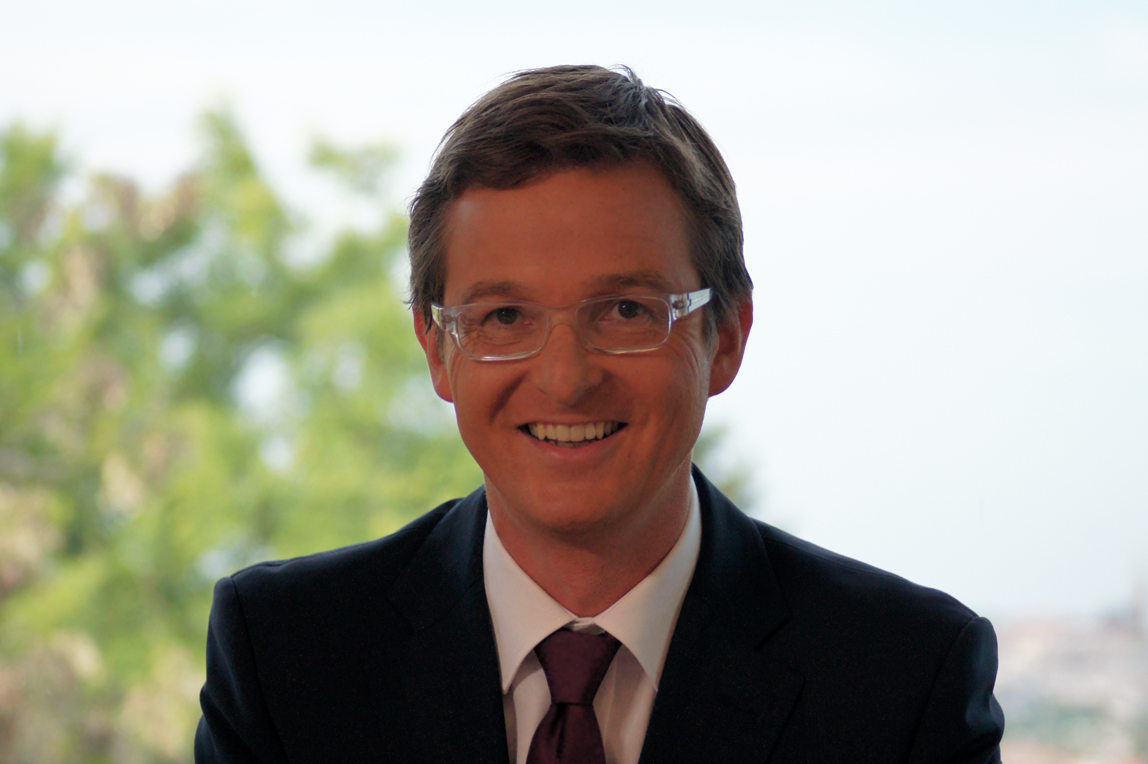
Matthias Euba 2012

Matthias Euba (* 3. November 1967 in München) ist ein deutscher Journalist, Fernsehmoderator und Synchronsprecher in Österreich.

## Leben
Er studierte Politikwissenschaft an der Universität Wien und arbeitete am Ludwig-Boltzmann-Institut für Wachstumsforschung als wissenschaftlicher Assistent. Euba lebt in Eichgraben in der Nähe von Wien.
1995 kam er zum ORF (Österreichischer Rundfunk), wo er als Autor, Producer und Regisseur für die Informationssendungen des Kinderprogramms (erst Mini-ZiB, später Confetti News) fungierte. Im Jahr 2002 wechselte er durch ein Casting in den ORF-Newsroom, wo er maßgeblich an der Entstehung der Kurznachrichten („Newsflash“) sowie später der ZIB 20 beteiligt war. Bis 2013 moderierte er die Nachrichtensendungen ZIB Flash, ZIB 20 und gelegentlich die ZIB 24 in ORF eins. Seit Herbst 2012 präsentiert er das Wissenschaftsmagazin Newton. Weiter ist als er als Sendungsplaner und Chef vom Dienst der Nachrichtensendungen in ORF eins tätig und synchronisiert Dokumentationen und Reportagen für das Fernsehen. Er ist auch als Lektor an der FH St. Pölten tätig.

## Hörbücher
- 2013 Eugen Freund: Der Tod des Landeshauptmanns. Sprecher: Eugen Freund und Matthias Euba, Mono Verlag, Wien. ISBN 978-3-902727-41-1